# Munidopsis bradleyi
Munidopsis bradleyi is een tienpotigensoort uit de familie van de Munidopsidae. De wetenschappelijke naam van de soort is voor het eerst geldig gepubliceerd in 1971 door Pequegnat & Pequegnat.